# Zbyněk Pospěch
Zbyněk Pospěch (* 24. října 1982 v Opavě) je český fotbalový útočník od roku 2022 působící v klubu FK Sokol Mokré Lazce. Současně působí taktéž jako asistent trenéra klubu SFC Opava B.

## Klubová kariéra
Pospěch je odchovancem Opavy, v létě 2004 přestoupil do 1. FC Slovácko. V létě 2005 přestoupil do Sparty Praha, ale ta jej obratem poslala na hostování do Liberce, neboť z Liberce do Sparty šel Libor Došek a severočeský klub požadoval hráčskou náhradu. V létě 2006 se Pospěch vrátil do pražského klubu, absolvoval s ním přípravu, ale den před startem ligové sezony 2006/07 přestoupil do Liberce nastálo. V FC Slovan Liberec působil tedy v letech 2005–2007 a v sezóně 2005/06 vyhrál ligový titul. V březnu 2007 odešel do norského klubu Odd Grenland, kde hrál pouze rok. Poté zamířil do Artmedie Petrželka. Do Brna přestoupil v lednu 2009 ze slovenského klubu FC Artmedia Petržalka. Brno se však později dostalo do problémů a Pospěcha ignorovalo, po nějaké době Pospěch podepsal smlouvu v jiném klubu jenže měl zaneseno ve smlouvě, že pokud přestoupí, bude muset zaplatit svému agentovi velkou částku. Když se proti tomuto bodu odvolal, dostal zákaz hraní, ale pořád byl hráčem 1.FC Brno. Na konci roku 2010 se mu povedlo spor s odvoláním dotáhnout a Brno jej v lednu 2011 pustilo na půlroční hostování s opcí na přestup do týmu rivala v boji o udržení SK Slavia Praha. Zde byl do konce sezóny oporou, za 12 zápasů vstřelil 7 branek a na konci sezony klub SK Slavia Praha uplatnil opci. Ve Slavii působil pouze do konce další sezony.

### FK Dukla Praha
V létě 2012 klub opustil a přestoupil do Dukly Praha. S týmem podepsal smlouvu do roku 2014, přestože měl nabídky i z jiných klubů. V sezoně 2012/13 se stal nejlepším střelcem týmu. Na jeho gólové produktivitě měl podíl trenér Luboš Kozel, který mu našel vyhovující roli v týmu. Zazářil 27. července 2013 v zápase 2. kola Gambrinus ligy 2013/14 proti SK Sigma Olomouc, v utkání vstřelil 4 góly, Dukla zvítězila na domácím hřišti 4:0. Stal se pátým čtyřgólovým střelcem v historii samostatné české ligy (po Josefu Obajdinovi, Robertu Vágnerovi, Vratislavu Lokvencovi a Davidu Střihavkovi). Celkem za mužstvo odehrál 57 utkání, ve kterých se 26x gólově prosadil.

### FC Energie Cottbus
Před sezónou 2014/15 se dohodl na dvouleté smlouvě s německým třetiligovým klubem FC Energie Cottbus. Číslo dresu měl 27 místo oblíbeného 11.

### SFC Opava
V září 2015 se vrátil do České republiky a podepsal půlroční smlouvu s druholigovým klubem Slezský FC Opava. Ve hře bylo i angažmá v kyperském prvoligovém klubu Ethnikos Achnas, které nevyšlo.

### MFK OKD Karviná
V lednu 2016 podepsal půlroční smlouvu s druholigovým rivalem SFC Opava, jiným slezským týmem MFK OKD Karviná.

### TJ Valašské Meziříčí
Začátkem roku 2017 nastoupil jako volný hráč do TJ Valašské Meziříčí.

### SK Dětmarovice
Za SK Dětmarovice nastupoval v roce 2017 po ukončení svého angažmá ve Valašském Meziříčí.

### SV Oberndorf
V létě 2018 hrál za rakouský SV Oberndorf.

### SK Dětmarovice
Po návratu z Rakouska hrál v sezoně 2018/19 opět za SK Dětmarovice.

### FK Slavia Opava
V sezoně 2019/20 nastupoval za FK Slavia Opava.

### FC Slavoj Olympia Bruntál
Na podzim 2020 přestoupil z opavské Slavie do FC Slavoj Olympia Bruntál, kde následujícího roku v červnu 2021 po neshodách s vedením klubu skončil.

### FK Město Albrechtice
Začátkem léta 2021 se stal hráčem FK Město Albrechtice.

### FK Sokol Mokré Lazce
Od podzimu 2022 působí v týmu FK Sokol Mokré Lazce.